# Ghijas ud-din Balban
Ghijas ud-din Balban (?–1287) – Sułtan Delhi z dynastii niewolniczej, panujący w latach 1265–1287.
Jako niewolnik należący do tureckiej elity uzyskał ważną pozycje na dworze Nasira ud-din Mahmuda. Zabiegał o jego poparcie, dając mu swoją córkę za żonę, dzięki czemu zyskał zapewnienie nadania kluczowych urzędów państwowych członkom jego rodziny. Plany te pokrzyżował jednak indyjski muzułmanin Imad ud-din Radżhan. Balban z pomocą stronnictwa tureckiego umocnił swoją pozycję i po zamordowaniu Nasira ud-din Mahmuda został jego następcą. Jego rządy cechowało zdecydowane zwalczanie przeciwników politycznych. Wzmocnił pozycję sułtana w państwie, wprowadzając do ceremoniału dworskiego zasady etykiety perskiej takie jak zwyczaj padania na twarz przed władcą. Balban starał się zapewnić sukcesję swojemu synowi Muhammadowi, ten jednak zginął w roku 1285. Jego drugi syn, Bughra Chan, nie był zainteresowany sułtanatem, woląc zarządzać Bengalem. W tej sytuacji po śmierci Balbana możni obwołali władcą Kajkubada, syna Bhugra Chana, co w praktyce oznaczało władzę oligarchii możnowładców i osłabienie państwa.